# ヨクトメートル
ヨクトメートル（記号ym）は、国際単位系の長さの単位で、10−24メートル (m)。
- 1 ym = 0.001 zm = 10−24 m

ヨクトメートル ≪ ゼプトメートル